# Antonio Sabato
Antonio Sabàto (Montelepre, 2 aprile 1943 – Hemet, 10 gennaio 2021) è stato un attore italiano.

## Biografia
Esordì sul grande schermo in Grand Prix, film di John Frankenheimer del 1966. È noto soprattutto per aver interpretato molti film del genere spaghetti western e poliziottesco. Nel 1984 si trasferì negli Stati Uniti, a Los Angeles.
Dopo ruoli di scarso rilievo sul grande schermo, preferì partecipare a varie produzioni televisive. Era padre di Antonio Sabato Jr., anche lui attore, con una carriera sviluppatasi prevalentemente negli Stati Uniti. È morto il 10 gennaio 2021 a causa della COVID-19.

## Filmografia

### Cinema
- Lo scandalo, regia di Anna Gobbi (1966)
- Grand Prix, regia di John Frankenheimer (1966)
- Le streghe, regia di Vittorio De Sica, episodio Una sera come le altre (1967)
- Odio per odio, regia di Domenico Paolella (1967)
- I tre che sconvolsero il West (Vado, vedo e sparo), regia di Enzo G. Castellari (1968)
- Al di là della legge, regia di Giorgio Stegani (1968)
- La monaca di Monza, regia di Eriprando Visconti (1969)
- Due volte Giuda, regia di Nando Cicero (1969)
- Certo, certissimo, anzi... probabile, regia di Marcello Fondato (1969)
- Lovemaker - L'uomo per fare l'amore, regia di Ugo Liberatore (1969)
- E venne il giorno dei limoni neri, regia di Camillo Bazzoni (1970)
- Quando gli uomini armarono la clava e... con le donne fecero din-don, regia di Bruno Corbucci (1971)
- L'occhio del ragno, regia di Roberto Bianchi Montero (1971)
- L'uomo dagli occhi di ghiaccio, regia di Alberto De Martino (1971)
- Tutti fratelli nel west... per parte di padre, regia di Sergio Grieco (1972)
- I familiari delle vittime non saranno avvertiti, regia di Alberto De Martino (1972)
- Sette orchidee macchiate di rosso, regia di Umberto Lenzi (1972)
- I senza Dio, regia di Roberto Bianchi Montero (1972)
- Milano rovente, regia di Umberto Lenzi (1973)
- Questa volta ti faccio ricco!, regia di Gianfranco Parolini (1974)
- Milano: il clan dei calabresi, regia di Giorgio Stegani (1974)
- I quattro del clan dal cuore di pietra, regia di Joaquín Luis Romero Marchent (1975)
- ...a tutte le auto della polizia..., regia di Mario Caiano (1975)
- Poliziotti violenti, regia di Michele Massimo Tarantini (1976)
- I violenti di Roma bene, regia di Sergio Grieco e Massimo Felisatti (1976)
- 4 minuti per 4 miliardi, regia di Gianni Siragusa (1976)
- Ritornano quelli della calibro 38, regia di Giuseppe Vari (1977)
- Canne mozze, regia di Mario Imperoli (1977)
- La guerra dei robot, regia di Alfonso Brescia (1978)
- I contrabbandieri di Santa Lucia, regia di Alfonso Brescia (1979)
- Napoli... la camorra sfida, la città risponde, regia di Alfonso Brescia (1979)
- La tua vita per mio figlio, regia di Alfonso Brescia (1980)
- Zampognaro innamorato, regia di Ciro Ippolito (1983)
- Fuga dal Bronx, regia di Enzo G. Castellari (1983)
- Thunder, regia di Fabrizio De Angelis (1983)
- Tuareg - Il guerriero del deserto, regia di Enzo G. Castellari (1984)
- Squadra selvaggia, regia di Umberto Lenzi (1985)
- Bye Bye Vietnam, regia di Camillo Teti (1988)
- L'accattone e il manichino, regia di Vito Poma (1994)[3]
- High Voltage, regia di Isaac Florentine (1997)

### Televisione
- Un uomo da ridere, regia di Lucio Fulci – miniserie TV (1980)
- Donna d'onore (Vendetta: Secrets of a Mafia Bride), regia di Stuart Margolin – miniserie TV (1990)
- La ragnatela, regia di Alessandro Cane – miniserie TV (1991)
- Beautiful (The Bold and the Beautiful) – serial TV, 7 episodi (2006)

## Doppiatori italiani
- Michele Gammino in Quando gli uomini armarono la clava e... con le donne fecero din don, I senza Dio, Poliziotti violenti, Ritornano quelli della calibro 38
- Cesare Barbetti in Grand Prix, Odio per odio, ...a tutte le auto della polizia, 4 minuti per 4 miliardi
- Pino Locchi in I tre che sconvolsero il West (Vado, vedo e sparo), E venne il giorno dei limoni neri
- Pino Colizzi in Sette orchidee macchiate di rosso, Milano rovente
- Ugo Pagliai in Al di là della legge
- Sergio Tedesco in Due volte Giuda
- Massimo Turci in L'occhio del ragno
- Giacomo Piperno in I familiari delle vittime non saranno avvertiti
- Giancarlo Maestri in Milano: il clan dei calabresi
- Natalino Libralesso in I violenti di Roma bene
- Rodolfo Bianchi in Bye Bye Vietnam